# Podbrdo

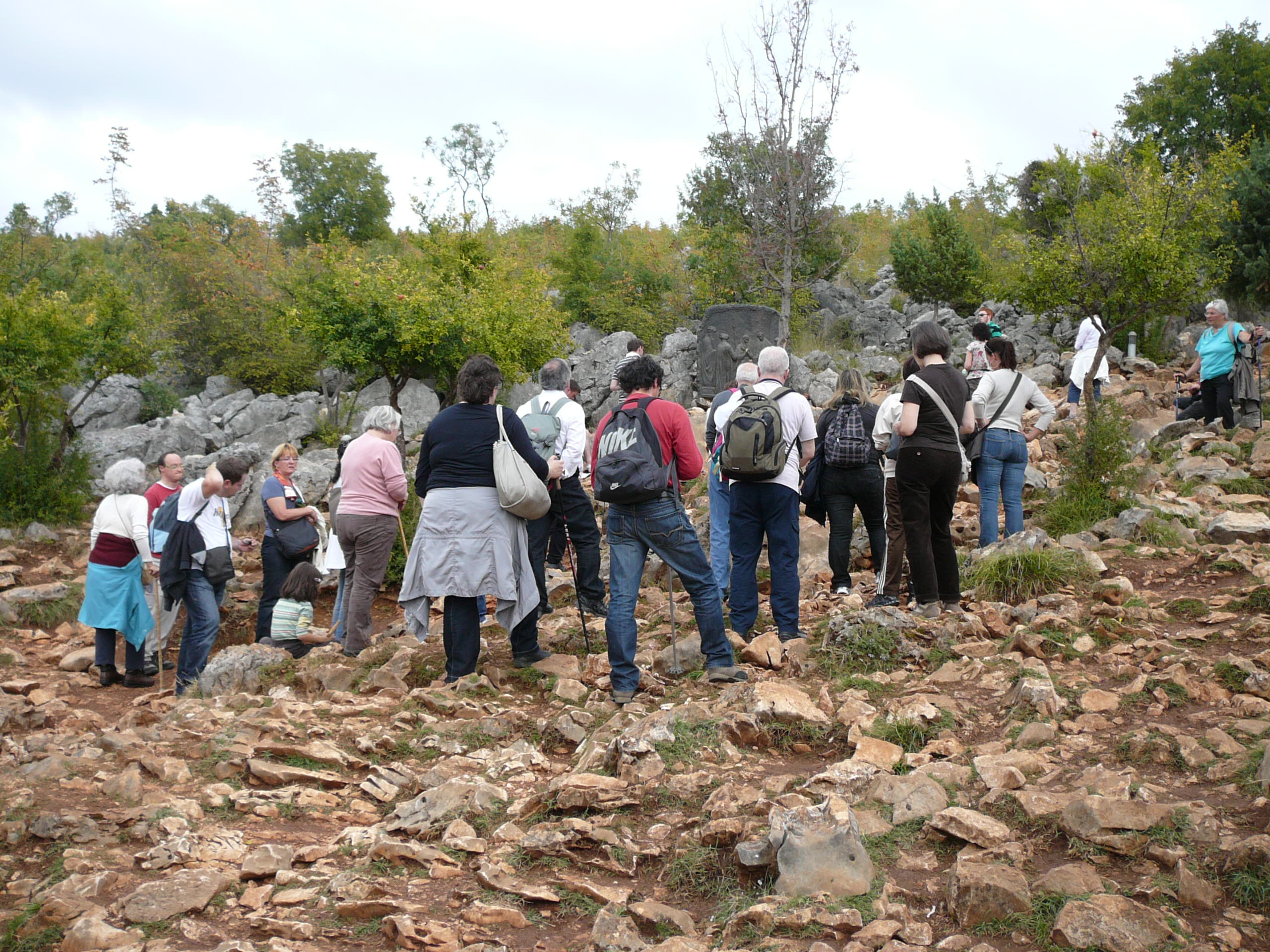
La salita lungo l'irto sentiero per il Podbro

Podbrdo è una località della Bosnia ed Erzegovina. Dal 1981 è nota a livello internazionale per essere il luogo delle prime presunte apparizioni della Vergine Maria a Medjugorje. Letteralmente, in croato, significa "sotto la collina" (pod brdo) e il termine indica anche la parte del volto sotto le labbra, in particolare il mento.

## Descrizione

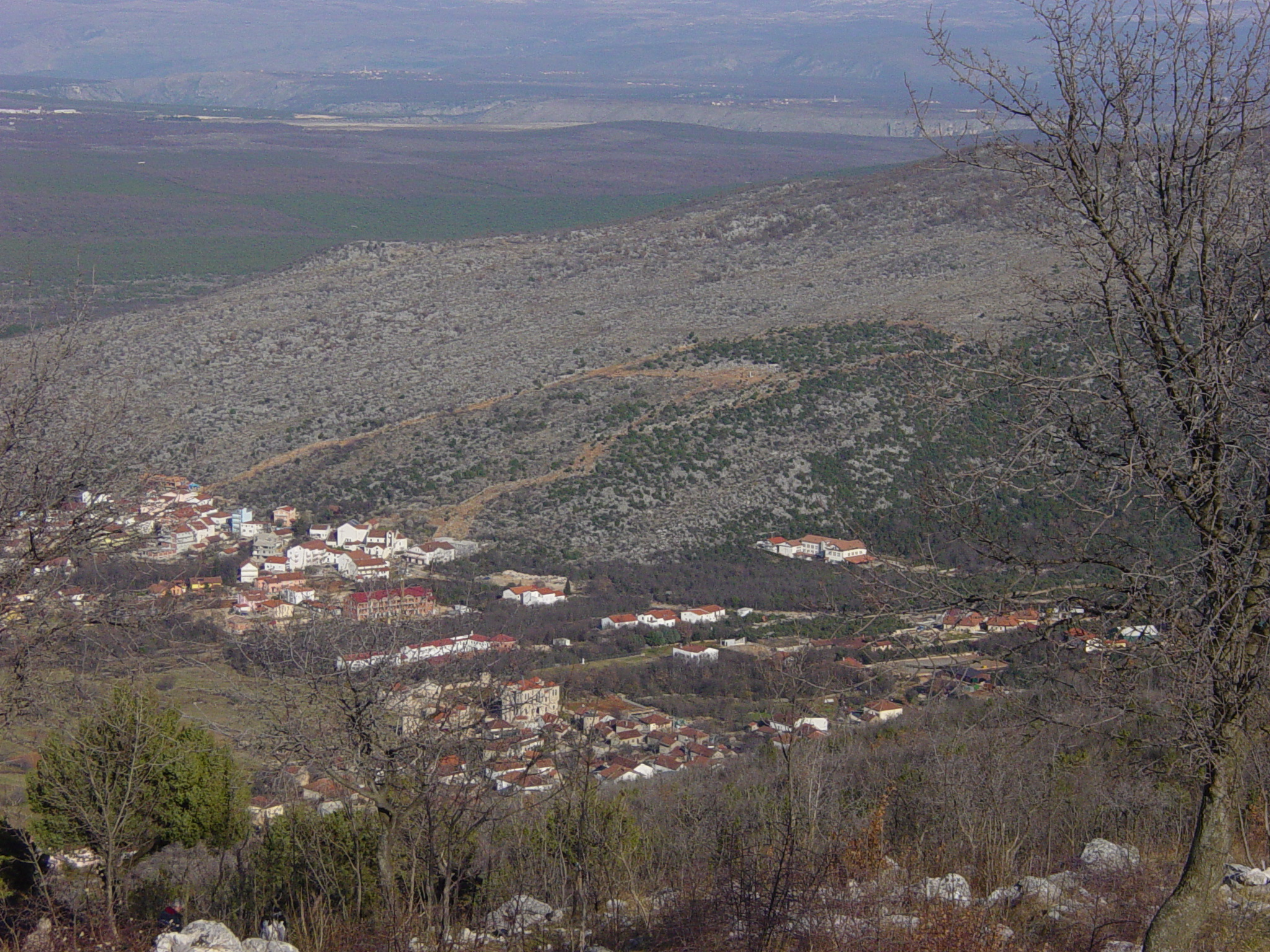
La collina del Podbrdo vista dal monte Križevac

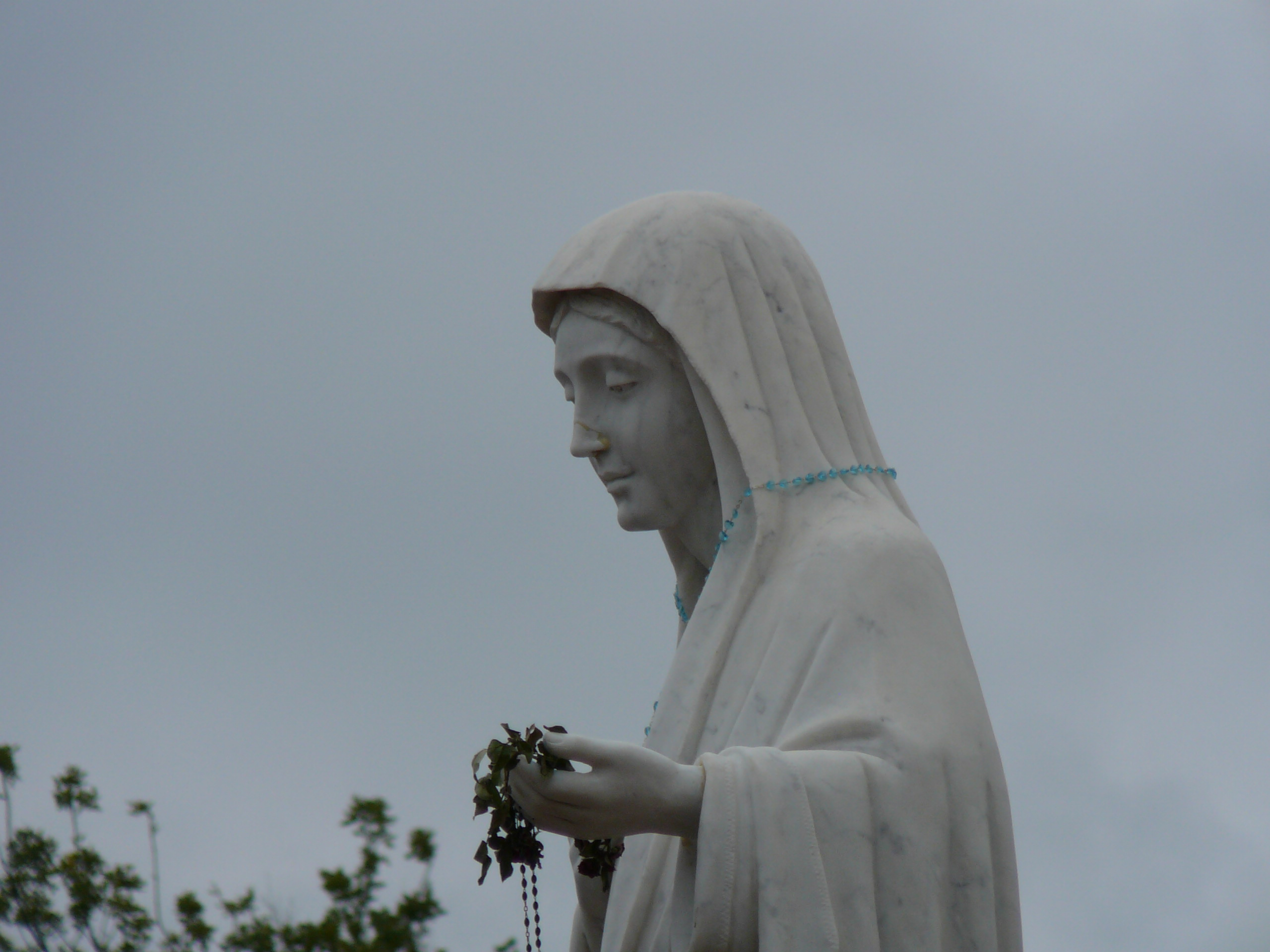
Statua di Maria sulla collina del Podbrdo

In pratica si tratta della zona più bassa del monte Crnica, che sovrasta la frazione di Bijakovici, dove abitavano i sei veggenti al tempo delle prime apparizioni nel 1981. 
Si tratta di una collina brulla e sassosa, che nei primi anni era raggiungibile attraverso un sentiero non facilmente praticabile, ma ad oggi, grazie ai milioni di pellegrini che lo hanno frequentato, tale sentiero ha preso una forma che è ben visibile dalla cima di un altro monte vicino come il Križevac. In particolare da quest'ultimo il sentiero è visibile come una A inclinata sulla destra, dove il punto della prima presunta apparizione si trova verso la parte destra della stanghetta della A immaginaria.
La devozione più comune per i pellegrini che salgono sulla collina, è quella di pregare il Santo Rosario e meditarne i misteri. Per agevolare questa contemplazione, durante gli anni il sentiero del Podbro è stato arricchito di 15 tavole di bronzo raffiguranti i misteri della gioia, del dolore, della gloria. Facendo riferimento alla citata A immaginaria, i primi cinque misteri della Gioia si incontrano sequenzialmente in salita dal punto di inizio del sentiero (stanghetta sinistra della A), quindi i misteri del Dolore (parte circolare della A), infine i misteri della Gloria (scendendo la stanghetta destra della A). 
Il Podbrdo è raggiungibile dal centro di Medjugorje attraverso un sentiero nei campi percorribile a piedi in circa 20 minuti, o comodamente con la strada ora asfaltata di circa 2 km.
Nel 2006 la parte del sentiero che porta al luogo della prima presunta apparizione è stato illuminato da piccoli faretti. Questo rende la via e quindi la A ben visibile di notte.